# Gillian Reid
Pour les articles homonymes, voir Reid.
Gillian Reid FRSC est une chimiste et universitaire britannique. Elle est professeure de chimie inorganique à l'université de Southampton. Ses recherches portent sur la chimie de coordination, les semi-conducteurs inorganiques et les échafaudages de fluorure métallique. Elle est présidente  de la Royal Society of Chemistry (2022-2024).

## Biographie
Gillian Reid fait ses études à l'université d'Édimbourg, où elle obtient son diplôme de chimie en 1986. Elle poursuit ses études dans le domaine des complexes macrocycliques et soutient en 1989 une thèse de doctorat intitulée Studies on transition metal macrocyclic complexes.
Elle est chercheuse postdoctorale à l'université d'Edimbourg de 1989 à 1991, puis elle est nommée maître de conférences à l'université de Southampton en 1991. Elle est promue professeure en 2006, dans le département d'assemblage et structure moléculaires.
En 2002, Reid participe à la fondation du Southampton Science and Engineering Day, qui devient le Southampton Science and Engineering Festival . L'événement coïncide avec la British Science Week. En 2015, elle a co-dirigé l'exposition scientifique d'été de la Royal Society Taking Technology Smaller.

## Prix et distinctions
- Prix du vice-chancelier 2006 pour l'enseignement de la chimie[3]
- Prix 2007 de la Royal Society of Chemistry pour ses réalisations dans la promotion de la chimie[3]
- 2011 : membre du conseil de la Royal Society of Chemistry[7]
- 2022 : présidente de la Royal Society of Chemistry[8],[9]
- 2022 : membre de la Royal Society of Edinburgh[10]

## Publications
- (en) William Levason, Simon D. Orchard et Gillian Reid, « Recent developments in the chemistry of selenoethers and telluroethers », Coordination Chemistry Reviews, vol. 225, no 1,‎ 1er février 2002, p. 159–199 (ISSN 0010-8545, DOI 10.1016/S0010-8545(01)00412-X, lire en ligne)
- (en) Gang Lin, Gillian Reid et Timothy D. H. Bugg, « Extradiol Oxidative Cleavage of Catechols by Ferrous and Ferric Complexes of 1,4,7-Triazacyclononane: Insight into the Mechanism of the Extradiol Catechol Dioxygenases », Journal of the American Chemical Society, vol. 123, no 21,‎ mai 2001, p. 5030–5039 (ISSN 0002-7863, PMID 11457331, DOI 10.1021/ja004280u)
- (en) Fei Cheng, Andrew L. Hector, William Levason, Gillian Reid, Michael Webster et Wenjian Zhang, « Germanium(II) Dications Stabilized by Azamacrocycles and Crown Ethers », Angewandte Chemie, vol. 121, no 28,‎ 29 juin 2009, p. 5254–5256 (PMID 19504510, DOI 10.1002/ange.200901247, Bibcode 2009AngCh.121.5254C)